# True Tales of American Life
Achei Que Meu Pai Fosse Deus é uma coletânea de centenas de histórias reais escritas por pessoas de todos os cantos dos Estados Unidos e organizadas pelo renomado escritor americano Paul Auster.
Tudo começou quando Auster foi convidado a fazer um programa mensal numa rede de emissoras públicas de rádio dos Estados Unidos. Não estava disposto a aceitar o convite, mas sua esposa lhe deu uma ideia: em vez de escrever histórias, pedir aos ouvintes que mandassem as suas. O romancista selecionaria os melhores para ler no ar. Assim nasceu o National Story Project.
O resultado superou todas as expectativas: em um ano, Paul Auster recebeu mais de 4 mil histórias. Eram relatos engraçados, coincidências dolorosas, encontros milagrosos, sofrimentos, sonhos, quase sempre narrados de forma direta e crua, sem pretensões literárias. Diante da riqueza da material e da impossibilidade de ler todos os textos na rádio, Auster decidiu publicar um livro com as melhores histórias.